# Chapelle Schönborn

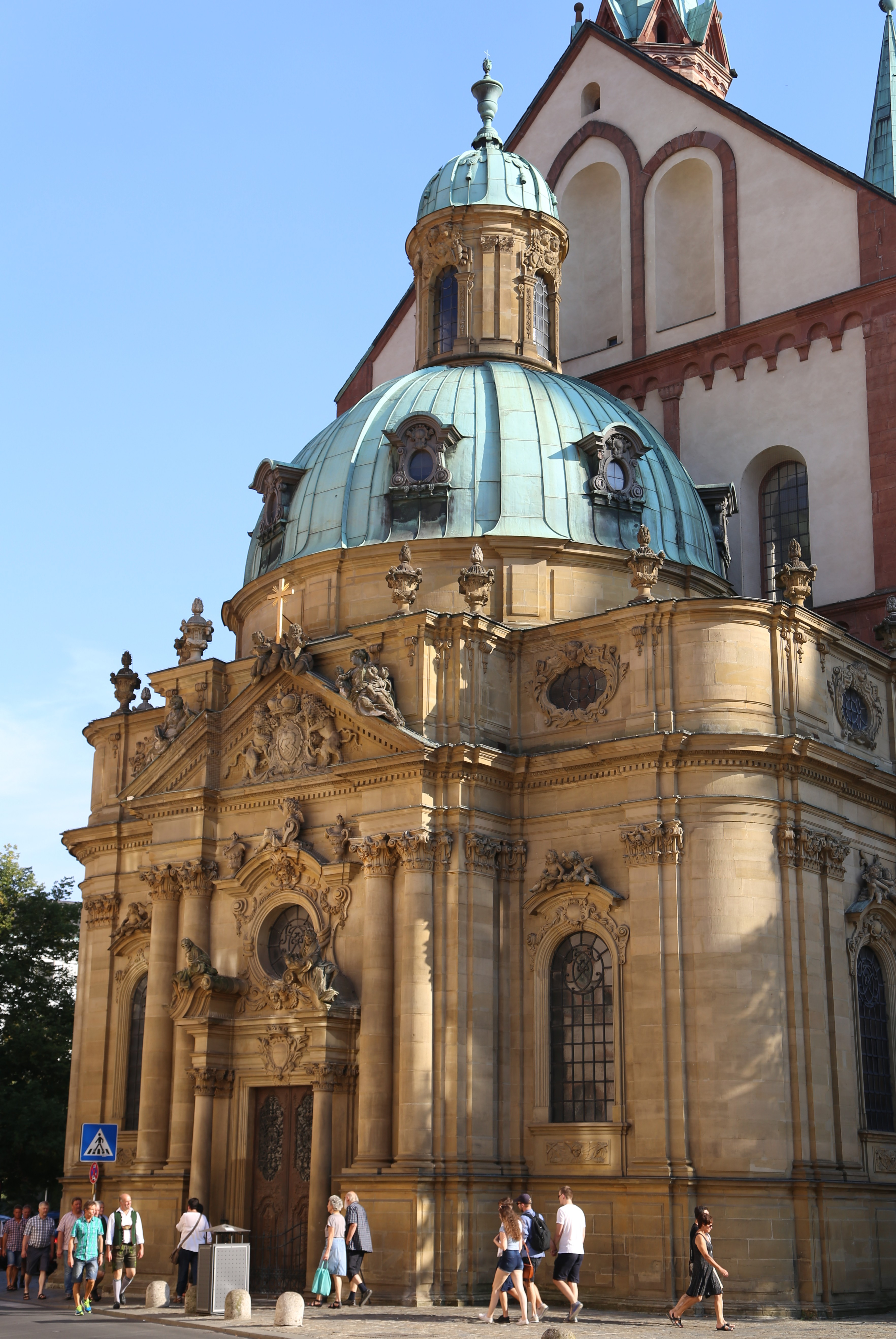
Façade de la chapelle Schönborn, au bout du transept nord de la cathédrale de Wurtzbourg.

La chapelle Schönborn (Schönbornkapelle) est une nécropole de la famille Schönborn. Elle se trouve au bout du transept nord de la cathédrale de Wurtzbourg en Bavière.
La chapelle est commandée par le prince-évêque Jean-Philippe-François de Schönborn à l'architecte Maximilian von Welsch. Les travaux débutent en 1721 et en 1723 Balthasar Neumann participe au projet. La structure est prête en 1724. Johann Lukas von Hildebrandt participe à certaines modifications. La chapelle est consacrée en 1736. 
La chapelle Schönborn est l'un des plus beaux édifices baroques d'Allemagne. Rossi est l'auteur en 1734 des stucs, tandis que les fresques sont des mains de Johann Rudolf Byss.
Parmi les personnalités enterrées à la chapelle, on compte le prince-évêque Lothaire-François de Schönborn, prince-archevêque de Mayence et évêque de Bamberg († 1729) ; le prince-évêque Frédéric-Charles de Schönborn, prince-évêque de Wurtzbourg et Bamberg et vice-chancelier du Saint-Empire romain germanique († 1746); Jean-Philippe-François de Schönborn, qui fut consacré en 1719 évêque de Wurtzbourg († 1724). 
On peut apercevoir la chapelle Schönborn de la résidence de Wurtzbourg par la Hofstraße, ainsi les prince-évêques de Schönborn  pouvaient voir leur dernière demeure de leurs propres yeux.
La chapelle apparaissait sur les billets de 50 marks, près du portrait de Balthasar Neumann.

## Bibliographie

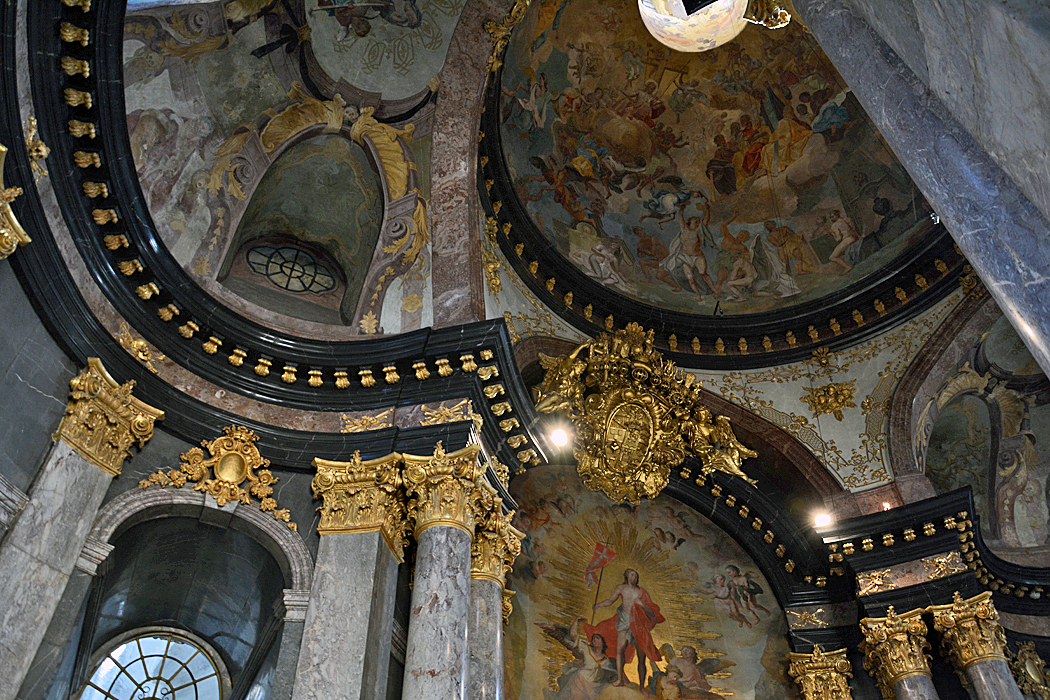
Détails intérieurs de la chapelle Schönborn.

## Lien externe

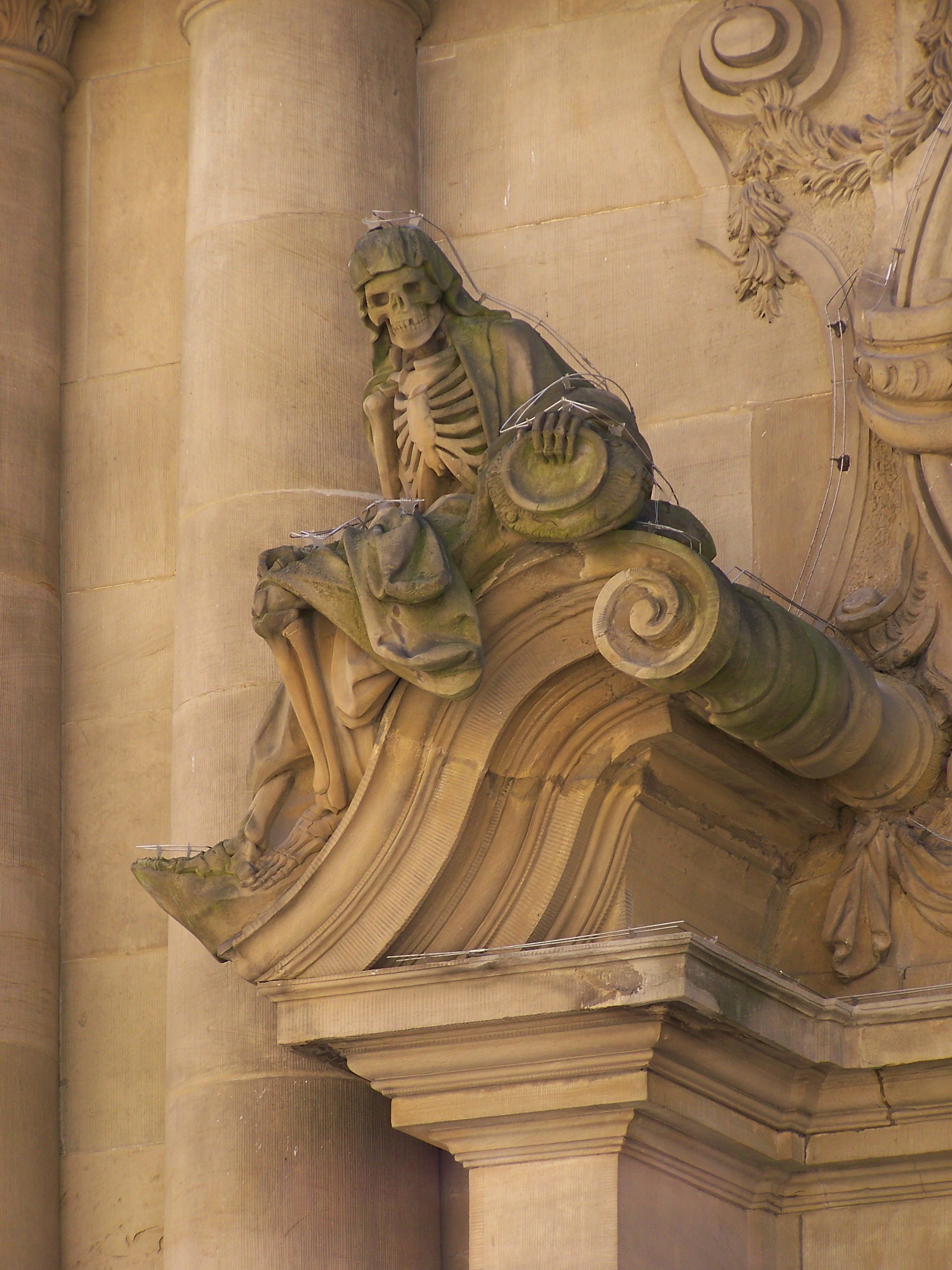
Détail du portail.